# Cantonul Corbeil-Essonnes-Ouest
Cantonul Corbeil-Essonnes-Ouest este un canton din arondismentul Évry, departamentul Essonne, regiunea Île-de-France, Franța.

## Comune
| Comune           | Populație (1999) | Cod poștal | Cod INSEE   |
| ---------------- | ---------------- | ---------- | ----------- |
| Corbeil-Essonnes | 43.086 hab.      | 91100      | 91 2 06 174 |
| Villabé          | 4.869 hab.       | 91100      | 91 2 06 659 |